# Marte Meo
Marte Meo (z łac. marte meo – na własną rękę lub o własnych siłach) – holenderska metoda terapii rodzinnej (interwencji psychosocjalnej i pedagogicznej) bazującej na ukierunkowanej i celowej strategii, łączącej w sobie priorytety decydujące o jakości egzystencji dziecka z uzdolnieniami rodziców do dialogu pedagogicznego. Jej celem jest wzbudzenie i rozwijanie już posiadanych, wrodzonych umiejętności rodzicielskich, zwłaszcza w sytuacjach, gdy rodzice nie są w stanie (z różnych przyczyn) wykorzystać możliwości tkwiących w klasycznym poradnictwie rodzinnym.

## Charakterystyka
Poradnictwo rodzinno-wychowawcze w trakcie prowadzenia procesu terapeutycznego wspomagane jest wykorzystaniem nagrań wideo (filmów) celem przekazania rodzicom niezbędnej wiedzy pedagogicznej z zakresu rozpoznawania potrzeb dzieci, rozumienia ich i stosownego reagowania.
Twórcy metody wychodzą z założenia, że każda rodzina posiada zdolności do angażowania się w działania zgodne z własnym interesem i mające na celu rozwój, a każda para rodziców ma elementarny zakres kompetencji do realizowania się w procesie wychowywania własnego potomstwa. Zdolności te i posiadane umiejętności są wspomagane przez terapeutę na drodze analizy zarejestrowanych materiałów filmowych. Rodzice są najpierw zachęcani do korzystania z pomocy, a potem ich naturalne zdolności, predyspozycje i umiejętności są wyszukiwane, określane i wzmacniane, a na ich bazie budowana jest konstruktywna i mądra interakcja z dzieckiem. Twórcy metody utrzymują, że takie wrodzone kompetencje są intuicyjne i mają charakter umiejętności archetypicznych.
Skutkiem poradnictwa udzielanego w metodzie ma być nauczenie rodzica jak postępować w konkretnych sytuacjach interakcji z dziećmi, biorąc pod uwagę ich indywidualizm. Istotne jest tu maksymalne uproszczenie komunikacji z członkiem rodziny, a zatem nie epatowanie treściami akademickimi i podręcznikowymi, ale działanie w myśl zasady: co zrobić, żeby było dobrze?. Po analizie filmów tworzone są precyzyjne wzorce zachowań do konkretnych sytuacji.
Metoda stosowana jest w takich krajach, jak: Norwegia, Szwecja, Dania, Irlandia, Indie, Francja, Niemcy, Austria, Holandia, Belgia, Łotwa, Estonia, Rosja, Słowacja, Brazylia, Hiszpania, Grecja, Włochy, USA i Polska. W niemieckim Herleshausen funkcjonuje Instytut Marte Meo (Marte Meo Institut).

## Zasady
Rodzic:
- precyzyjnie lokalizuje zainteresowania dzieci i potwierdza te zainteresowania,
- oczekuje aktywnie na reakcję dzieci,
- nazywa dokonujące się na jego oczach zdarzenia, emocje i doświadczenia oraz antycypuje przeżycia dzieci,
- wzmacnia oczekiwane zachowania, natychmiast i bezpośrednio je potwierdzając,
- przedstawia dzieciom osoby, zjawiska i obiekty w otaczającym ich świecie, co pomaga dzieciom uzyskać odpowiednią orientację,
- przekazuje jednoznaczne sygnały o początku i końcu danej sytuacji[1].

## Krytyka
Istnieje niewielka ilość dowodów na skuteczność metody: badano m.in. wpływ Marte Meo na jakość relacji matka-niemowlę, efektywność wychowawczą ojców rozwodników czy ograniczenie niepożądanych zachowań wśród młodzieży szkolnej. Dostępne badania mają najczęściej charakter pilotażowy lub quasi-eksperymentalny (np. małe grupy, brak randomizacji lub brak kontroli efektu placebo), co utrudnia wyciąganie wniosków przyczynowo-skutkowych (nie ma pewności czy inne czynniki, a nie badana metoda, odpowiadają za efekt). Inne, pojedyncze badania są jakościowe (np. wywiady) lub są studiami przypadków, co uniemożliwia przenoszenie przewidywań co do efektywności na innych ludzi.
Przeciwnicy metody zarzucają jej uciążliwości związane z procesem przygotowywania nagrań filmowych, a także czasochłonność analizowania nagranych materiałów. Zwolennicy terapii uważają, że w tych aspektach tkwi właśnie jej nadzwyczajna efektywność. Inne, potencjalnie słabe strony Marte Meo (wymieniane także przez samych praktyków), to: brak jasnych reguł stosowania metody, brak superwizji, spadek zaufania u niektórych rodziców, wynikający z faktu nagrywania sesji (obawy, co do wykorzystania nagrań niezgodnie z interesem nagrywanych).